# Công nghiệp

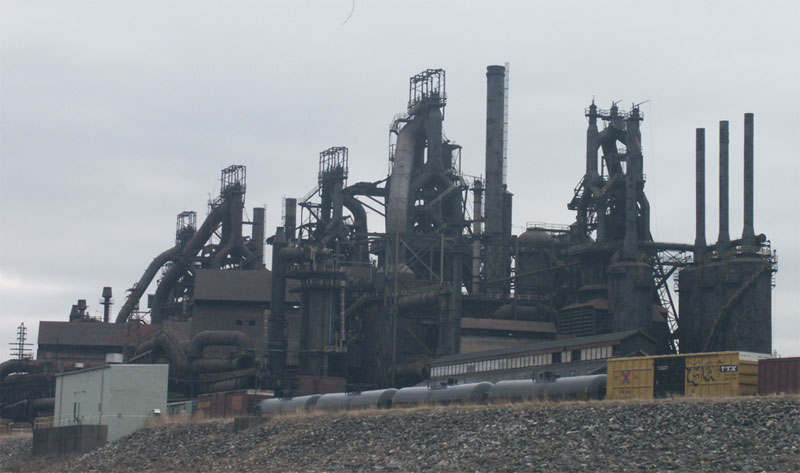
Nhà máy thép Bethlehem Steel

Công nghiệp, là một bộ phận của nền kinh tế, là lĩnh vực sản xuất hàng hóa vật chất mà sản phẩm được "chế tạo, chế biến, chế tác, chế phẩm" cho nhu cầu tiêu dùng hoặc phục vụ hoạt động kinh doanh tiếp theo cho cuộc sống loài người trong sinh hoạt. Đây là hoạt động kinh tế, sản xuất quy mô lớn, được sự hỗ trợ thúc đẩy mạnh mẽ của các tiến bộ về công nghệ, khoa học và kỹ thuật.

## Lịch sử
Công nghiệp, theo nghĩa là ngành sản xuất hàng hóa, vật chất, trở thành đầu tàu của nền kinh tế ở Châu Âu và Bắc Mỹ trong Cách mạng công nghiệp. Nó đã thay đổi trật tự nền kinh tế phong kiến và buôn bán qua hàng loạt các tiến bộ công nghệ liên tiếp, khẩn trương như phát minh ra động cơ hơi nước, máy dệt và các thành tựu trong sản xuất thép và than quy mô lớn. Các quốc gia công nghiệp khi đó tiến hành chính sách kinh tế tư bản. Đường sắt và tàu thủy hơi nước nhanh chóng vươn tới những thị trường xa xôi trên thế giới, cho phép các công ty tư bản phát triển lên quy mô và sự giàu có chưa từng thấy. Hoạt động chế tạo, chế biến trở thành lĩnh vực tạo ra của cải cho nền kinh tế. Sau Cách mạng công nghiệp, {\displaystyle {\tfrac {1}{3}}} sản lượng kinh tế toàn cầu là từ các ngành công nghiệp chế tạo – vượt qua giá trị của hoạt động nông nghiệp.
Những ngành công nghiệp đầu tiên khởi nguồn từ chế tạo những hàng hóa có lợi nhuận cao như vũ khí, vải vóc, đồ gốm sứ. Tại Châu Âu thời Trung cổ, sản xuất bị chi phối bởi các phường thợ ở các thành phố, thị trấn. Các phường hội này củng cố quyền lợi hội viên, duy trì chất lượng sản phẩm và lối cư xử có đạo lý.
Từ những năm 60 của TK XVIII, Cách mạng công nghiệp diễn ra đầu tiên ở Anh sau lan ra các nước khác như Pháp, Đức mang đến sự phát triển những nhà máy có quy mô sản xuất lớn và những thay đổi xã hội tiếp theo. Ban đầu, các nhà máy sử dụng năng lượng hơi nước rồi chuyển sang sử dụng năng lượng điện khi lưới điện hình thành.
Các nhà phát minh ở Anh:

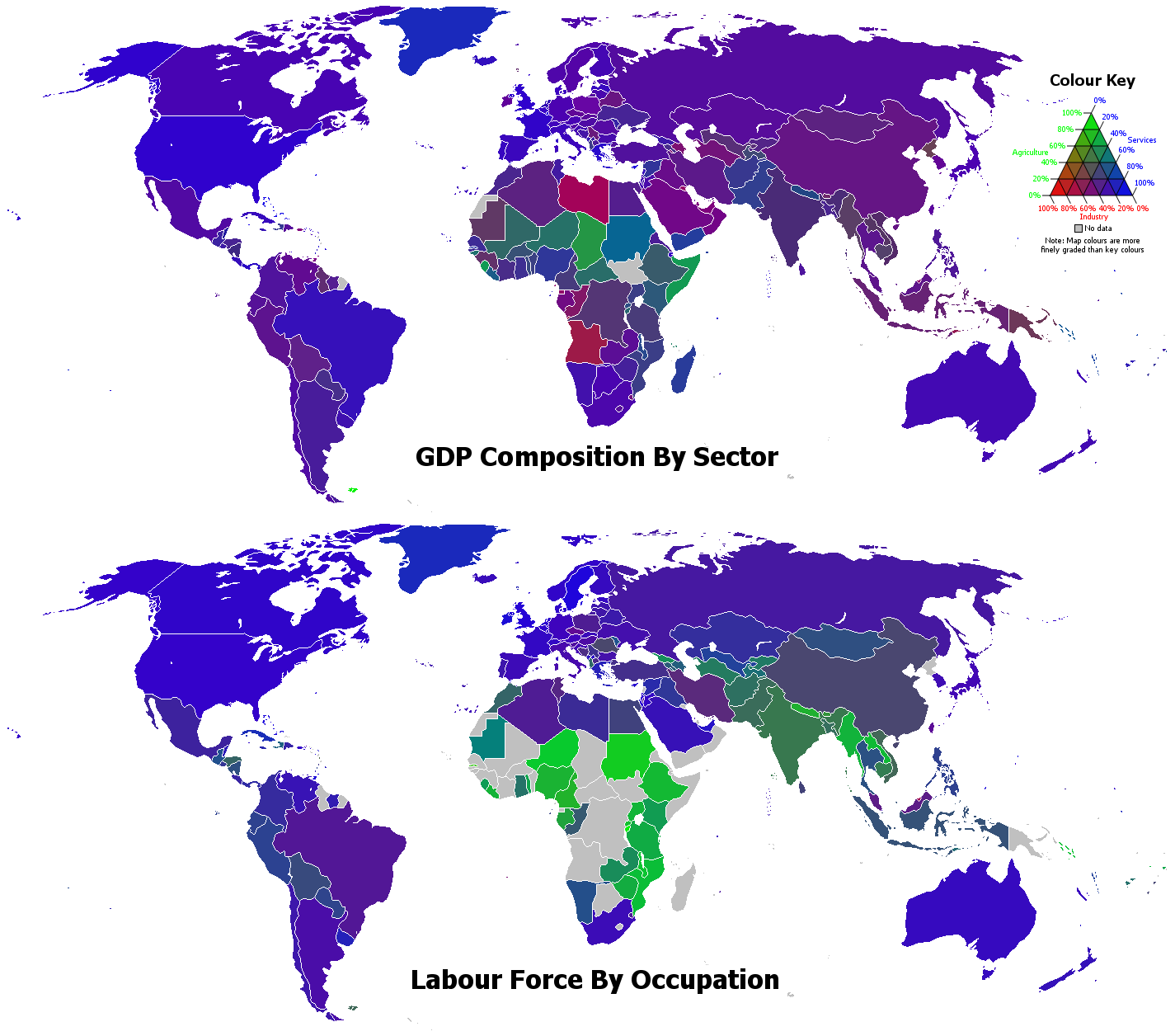
Thành phần GDP của ngành và lực lượng lao động theo nghề nghiệp dưới hình thức bất kỳ thành phần nào đối với nền kinh tế. Các thành phần màu xanh lục, đỏ và xanh dương của các màu của các quốc gia đại diện cho tỷ lệ phần trăm cho ngành nông nghiệp, công nghiệp và dịch vụ tương ứng.

- Năm 1764, James Hargreaves sáng chế ra máy kéo sợi và lấy tên máy là tên con gái ông Jenny
- Năm 1769, Richard Arkwright phát minh máy kéo sợi chạy bằng sức nước
- Năm 1785, Edmund Cartwright chế tạo máy dệt đầu tiên
- Năm 1784, James Watt cải tiến động cơ hơi nước

Sản xuất dây chuyền cơ khí hóa xuất hiện để lắp ráp sản phẩm, mỗi công nhân chỉ thực hiện những công việc nhất định trong quá trình sản xuất. Sản xuất dây chuyền mang lại hiệu quả sản xuất nhảy vọt, giảm chi phí sản xuất. Sau này, tự động hóa dần thay thế thao tác của con người. Quá trình này được gia tốc hơn nữa nhờ có sự phát triển của máy tính và người máy.
Về mặt lịch sử, một số ngành sản xuất dần đi xuống bởi nhiều yếu tố kinh tế, bao gồm việc phát triển những công nghệ thay thế hay việc mất đi lợi thế cạnh tranh. Ví dụ, sự giảm dần tính quan trọng của ngành chế tạo toa xe đường sắt bởi ô tô trở nên thịnh hành.

## Phân loại
Bởi hoạt động công nghiệp là vô cùng đa dạng, có rất nhiều cách phân loại công nghiệp, như:
- Theo mức độ thâm dụng vốn và tập trung lao động: Công nghiệp nặng và công nghiệp nhẹ

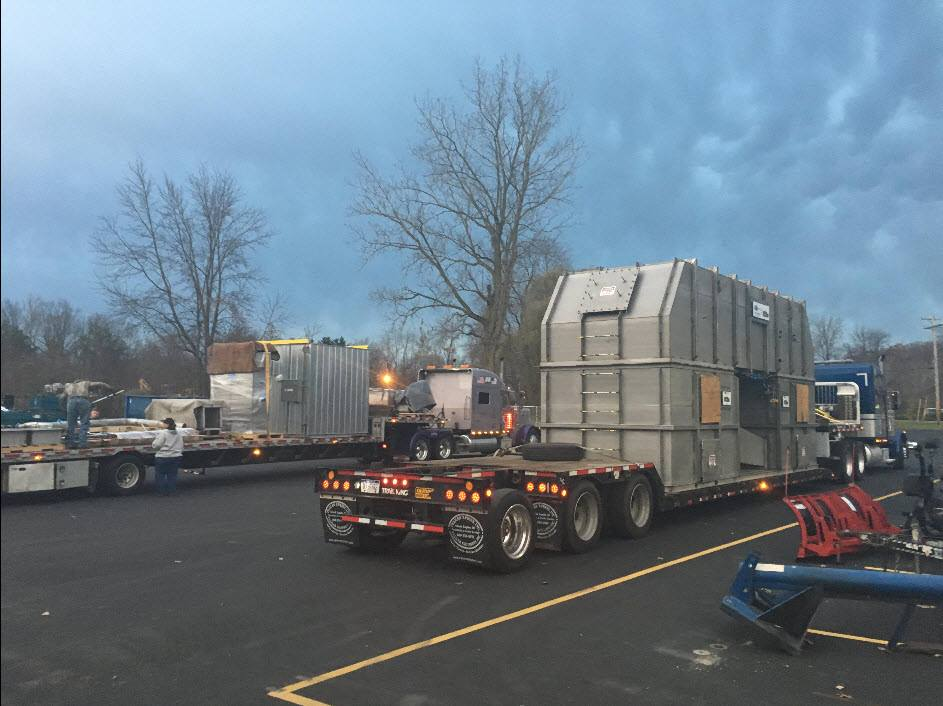
Hậu cần tối ưu hóa đã cho phép sự phát triển nhanh chóng của ngành công nghiệp. Đây là một chất oxy hóa nhiệt trong quá trình vận chuyển công nghiệp.

- Theo sản phẩm và ngành nghề: công nghiệp dầu khí, công nghiệp ô tô, công nghiệp dệt, công nghiệp năng lượng,...
- Theo phân cấp quản lý: công nghiệp địa phương, công nghiệp trung ương.

Ở một số quốc gia như Việt Nam và Nhật Bản, công nghiệp bao gồm:
- Khai thác khoáng sản, than, đá và dầu khí
- Chế biến, chế tạo (kể cả chế biến thực phẩm, gỗ)
- Sản xuất và phân phối điện, khí đốt và nước.
- May mặc, đồ dụng gia đình
- Chế biến, sản xuất các hóa chất cần thiết

Hệ thống phân loại hoạt động kinh tế của Anh  và Hoa Kỳ  không có mục công nghiệp riêng. Thay vào đó, cách phân loại dựa vào hoạt động kinh tế. Cũng theo cách sắp xếp các ngành kinh tế, công nghiệp là thành phần chủ yếu của khu vực thứ hai của nền kinh tế. Việc xếp chung công nghiệp chế biến với xây dựng, lắp đặt vào khu vực thứ hai này là do đặc thù hoạt động khá giống nhau và khó xác định ranh giới giữa chúng.

## Chuẩn phân loại các ngành công nghiệp toàn cầu (GICS)
GICS là viết tắt của "(tiếng Anh) Global Industry Classification Standard" được phát triển bởi tổ chức Morgan Stanley Capital International (MSCI) và Standard & Poor's từ năm 1999. Hiện đã bổ sung theo công bố mới nhất năm 2020. GICS được đưa ra nhằm thiết lập một tiêu chuẩn chung cho việc phân loại các công ty vào các ngành và nhóm ngành có liên quan với nhau.
Các tiêu chí xây dựng chuẩn GICS
- Tính toàn cầu (Universal)
- Đáng tin cậy (Reliable)
- Mức độ linh hoạt (Flexible)
- Khả năng phát triển (Evolving)

Hiện nay, GICS bao gồm 11 nhóm ngành chính (sectors), 24 nhóm ngành (industry groups), 69 ngành (industries) và 158 ngành phụ trợ (sub-industries).
11 nhóm ngành chính của GICS
1. Năng lượng (Energy): bao gồm các công ty thăm dò, khai thác, chế biến, vận tải,... nhiên liệu, chất đốt; sản phẩm là dầu khí, than đá,... và các phụ phẩm, chế phẩm của chúng.
2. Nguyên vật liệu (Materials): đây là một nhóm ngành rộng bao gồm các công ty hoá chất, vật liệu xây dựng, kính, giấy, lâm sản; các công ty khai mỏ và luyện kim; các công ty sản xuất các sản phẩm bao bì đóng gói (gồm cả bao bì giấy, kim loại, thủy tinh).
3. Công nghiệp (Industrials): gồm các công ty chế tạo các loại máy móc công nghiệp, thiết bị điện; công nghiệp quốc phòng, xây dựng, giao thông vận tải cùng các dịch vụ liên quan.
4. Hàng tiêu dùng không thiết yếu (Consumer Discretionary) gồm những nhóm hàng tiêu dùng nhạy cảm với chu kì của nền kinh tế như: xe hơi, hàng gia dụng lâu bền (đồ điện tử gia dụng), hàng may mặc và các thiết bị giải trí, giáo dục. Nhóm dịch vụ bao gồm khách sạn, nhà hàng, trung tâm giải trí, truyền thông.
5. Hàng tiêu dùng thiết yếu (Consumer Staples) bao gồm các công ty sản xuất và phân phối lương thực, thực phẩm, nước giải khát, thuốc lá và các sản phẩm gia dụng không lâu bền, các vật dụng cá nhân. Nó cũng bao gồm các siêu thị, trung tâm bán lẻ thực phẩm và thuốc.
6. Chăm sóc sức khoẻ (Health Care): bao gồm các công ty cung cấp các dịch vụ, thiết bị chăm sóc sức khoẻ và các công ty nghiên cứu, phát triển sản xuất dược phẩm và các sản phẩm công nghệ sinh học.
7. Tài chính (Financials) gồm các ngân hàng, công ty bảo hiểm, các quỹ đầu tư tài chính và bất động sản, các công ty cung cấp các dịch vụ tài chính khác.
8. Công nghệ thông tin (Information Technology) bao gồm các công ty nghiên cứu và sản xuất phần mềm cùng các dịch vụ liên quan và các công ty sản xuất các thiết bị công nghệ phần cứng cùng các công ty sản xuất chất bán dẫn và thiết bị bán dẫn.
9. Dịch vụ viễn thông (Communications Services) gồm các công ty cung cấp các dịch vụ viễn thông như: dịch vụ viễn thông cố định, không dây, truy cập dữ liệu băng thông rộng...
10. Dịch vụ tiện tích (Utilities) gồm các công ty sản xuất và phân phối điện năng, các công ty quản lý hệ thống nước, khí gas sinh hoạt.
11. Bất động sản (Real Estate)

## Một số ngành công nghiệp
- Công nghiệp văn hóa
- Công nghiệp sáng tạo
- Công nghiệp khai thác khoáng sản
- Công nghiệp năng lượng
- Công nghiệp luyện kim
- Công nghiệp cơ khí
- Công nghiệp hóa chất
- Công nghiệp sản xuất hàng tiêu dùng
- Công nghiệp thực phẩm
- Công nghiệp điện tử-tin học
- Công nghiệp chế tạo xe
- Công nghiệp dệt may
- Công nghiệp đóng tàu
- Công nghiệp sản xuất vật liệu xây dựng
- Công nghiêp quốc phòng

## Danh sách các nước theo sản lượng công nghiệp
| (01) Trung Quốc | 5,316 |
| (—) Liên minh châu Âu | 4,757 |
| (02) Hoa Kỳ | 3,877 |
| (03) Nhật Bản | 1,842 |
| (04) Đức | 1,213 |
| (05) Nga | 744   |
| (06) Hàn Quốc | 651   |
| (07) Ấn Độ | 619   |
| (08) Pháp | 589   |
| (09) Anh Quốc | 586   |
| (10) Ý | 576   |
| (11) Brasil | 549   |
| (12) Canada | 518   |
| (13) México | 415   |
| (14) Indonesia | 409   |
| (15) Úc | 409   |
| (16) Tây Ban Nha | 381   |
| (17) Ả Rập Xê Út | 340   |
| (18) Thổ Nhĩ Kỳ | 302   |
| (19) Ba Lan | 221   |
| (20) Đài Loan | 217   |
| The twenty largest countries by industrial output (in nominal terms) at peak level as of 2018, according to the IMF và CIA World Factbook. |       |

| Economy          | Top 20 Countries by Industrial Output (in nominal terms) in 2015 (millions in 2005 constant USD and exchange rates) |
| ---------------- | --- |
| (01) Hoa Kỳ      | 3,042,332 |
| (02) Trung Quốc  | 2,837,667 |
| (03) Nhật Bản    | 1,415,551 |
| (04) Đức         | 889,336 |
| (05) Ấn Độ       | 499,519 |
| (06) Anh Quốc    | 468,181 |
| (07) Hàn Quốc    | 454,504 |
| (08) Pháp        | 415,400 |
| (09) Canada      | 370,732 |
| (10) Ý           | 369,751 |
| (11) México      | 365,959 |
| (12) Nga         | 277,858 |
| (13) Brasil      | 267,769 |
| (14) Úc          | 261,385 |
| (15) Ả Rập Xê Út | 256,969 |
| (16) Tây Ban Nha | 254,480 |
| (17) Đài Loan    | 204,109 |
| (18) Indonesia   | 198,254 |
| (19) Thổ Nhĩ Kỳ  | 177,586 |
| (20) Ba Lan      | 141,921 |